# هوسنجابچه‌ها
هوسنجابچه‌ها (نام علمی: Eutamias) نام یک سرده از تبار سنجاب زمینی است.